# (34728) 2001 QM30
2001 QM30 (asteroide 34728) é um asteroide da cintura principal. Possui uma excentricidade de 0.05707310 e uma inclinação de 4.72266º.
Este asteroide foi descoberto no dia 16 de agosto de 2001 por LINEAR em Socorro.